# Susan Dimock
Susan Dimock (Washington, Carolina del Norte, 24 de abril de 1847-Costa de las Islas Sorlingas, 7 de mayo de 1875) fue una pionera en medicina estadounidense que recibió su calificación como médica de la Universidad de Zúrich en 1871 y posteriormente fue nombrada médica residente del Hospital de Nueva Inglaterra para Mujeres y Niños, ahora conocido como el Dimock Community Health Center, fue renombrado en su honor después de su ahogamiento trágico en 1875. Dimock viajaba a Europa para trabajo y vacaciones cuando murió en el naufragio del SS Schiller en la costa de las Islas Sorlingas. También es recordada por convertirse en la primera mujer miembro de la Sociedad Médica de Carolina del Norte.

## Infancia
Susan Dimock nació en Washington, Carolina del Norte, hija de Henry y Mary Malvina (de soltera, Owens) Dimock. La familia descendía de Thomas Dimock que emigró de Inglaterra a Dorchester, Massachusetts en 1637 y más tarde se reasentó en Barnstable, Massachusetts. Susan Dimock era prima lejana de Ira Dimock (1827-1917), un fabricante de seda, y también estaba emparentada con Henry F. Dimock, un abogado de la ciudad de Nueva York asociado con los intereses empresariales de la familia Whitney. Su padre, que era nativo de Limington, Maine, fue nombrado director de la Roxbury High School en 1831 aunque era totalmente autodidacta; más tarde se trasladó a Carolina del Norte, donde enseñó en la escuela, estudió derecho y sirvió como editor del North State Whig. Su esposa Mary era también maestra y complementaba sus ingresos administrando un hotel.
Después de que el padre de Dimock muriera en 1863, Susan Dimock fue educada en casa por su madre. Al final de la Guerra de Secesión se mudó con su madre a Sterling, Massachusetts, donde asistió a una escuela de niñas y llevó a cabo una exhaustiva lectura de cada libro de texto médico que podía pedir prestado. En el otoño de 1865 ella enseñó en la escuela en Hopkinton, Massachusetts. El 10 de enero de 1866, entró en el Hospital de Nueva Inglaterra para Mujeres y Niños, donde comenzó a aprender medicina mediante una estrecha observación en las salas y el dispensario. También se le permitió a Dimock asistir a rondas clínicas en el Hospital General de Massachusetts así como a las de la Enfermería de Ojos y Oídos.

## Carrera
Cuando su solicitud para inscribirse en la Escuela de Medicina Harvard fue rechazada, Dimock se dirigió a las facultades de medicina de Europa y fue admitida en la Universidad de Zúrich en Suiza en 1868. Se graduó con honores en 1871 y su tesis fue publicada ese año en Zúrich. Los últimos años de sus estudios vivió con la familia de su amiga Marie Heim-Vögtlin, donde se sintió muy feliz. A pesar de su horrible situación financiera, decidió irse a Viena junto con compañera de estudios de medicina de Zúrich, Marie Bokowa, durante unos meses, donde conoció a Auguste Forel y a C. E. Hoestermann. Los cuatro se llamaron a sí mismos el "Wiener Quartett" (Cuarteto de Viena) y planeaban reunirse nuevamente en julio de 1875 en Zúrich.
Después de sus estudios clínicos en Viena y París, volvió a los Estados Unidos. Como la Sociedad Médica de Carolina del Norte estaba constituida únicamente por hombres y sólo se le otorgaría una membresía honoraria, Dimock se incorporó al Hospital de Nueva Inglaterra para Mujeres y Niños, donde fue nombrada médica residente el 20 de agosto de 1872. Ella mejoró y aumentó el servicio del hospital, en el curso del cual abrió la primera escuela de enfermería en los Estados Unidos el 1 de septiembre de 1872. Trabajó como cirujana, desarrolló una práctica privada en obstetricia y ginecología y realizó una serie de operaciones quirúrgicas importantes, algunas de las cuales fueron mencionadas en las revistas médicas de la época.

## Fallecimiento
Desde hacía mucho tiempo Dimock quería volver a visitar Europa, tuvo la oportunidad de hacerlo en mayo de 1875; Dimock y dos de sus amigas más cercanas —Caroline Crane y Elizabeth "Bessie" Greene (hija del reformador William Batchelder Greene)— abordaron el vapor SS Schiller, desde Nueva York a Plymouth y Hamburgo. El 7 de mayo de 1875, Dimock, Greene y Crane estaban entre las 336 personas que perdieron la vida cuando el SS Schiller golpeó el Retarrier Ledges de las Islas Sorlingas cerca del faro Bishop Rock. Dimock tenía 28 años.
Su lápida en el cementerio Forest Hills, en Boston, dice: «Susan Dimock, cirujana y médica del Hospital de Mujeres y Niños de Nueva Inglaterra, perdida en el vapor Schiller, en las Islas Sorlingas, el 8 de mayo (sic) de 1875».
En 1939 el Departamento de Conservación y Desarrollo de Carolina del Norte erigió un marcador histórico en su honor.
En 1996, la piedra de mármol original fue trasladada de Boston al cementerio de la Iglesia Episcopal de San Pedro en Washington, Carolina del Norte, debido a que un grupo en Boston decidió reemplazarlo con una réplica de granito.